# Linda Godwin
Linda Maxine Godwin (Cape Girardeau, 2 de julho de 1952) é uma astronauta e cientista norte-americana, veterana de quatro missões espaciais.
Formada em física e matemática pela Universidade do Missouri, antes de se tornar astronauta ela realizou diversas experiências em sua área, como pesquisas de sólidos em baixas temperaturas, e resultados de suas pesquisas foram publicadas em diversos jornais científicos.
Godwin juntou-se à NASA em 1980 na divisão de operação de cargas, onde trabalhou na integração de cargas ao ônibus espacial e ao Spacelab e como controladora de voo e comandante de carga em diversas missões do ônibus espacial. Em 1985 ela foi selecionada para o corpo de astronautas da Agência.
Entre abril de 1991 e dezembro de 2001, Godwin participou de quatro missões do ônibus espacial, acumulando 38 dias no espaço, incluindo dez horas de atividades extraveiculares em caminhadas espaciais.
Em 1991 ela foi especialista de missão do voo STS-37 da Atlantis, onde a tripulação colocou em órbita o Observatório de Raios Gama para estudar fontes de radiação no universo. Em abril de 1994 voou na missão STS-59 Endeavour, na qual durante onze dias radares de alta precisão foram colocados no espaço.
Sua terceira missão foi em março de 1996, na STS-76 Atlantis, a terceira acoplagem de uma nave norte-americana à estação espacial russa Mir. Nesta missão, a astronauta Shannon Lucid, integrante da tripulação da Atlantis, foi embarcada na Mir e tornou-se a primeira norte-americana a habitar a estação russa, o que fez por um período de quatro meses e meio e marcou o começo da permanência contínua de astronautas americanos a bordo da Mir pelos dois anos seguintes. Nela, Godwin realizou seis horas de caminhadas espaciais para montar equipamentos científicos na estrutura do módulo de acoplamento da estação.
Godwin foi pela última vez ao espaço na missão STS-108 em dezembro de 2001. Foi sua primeira visita à Estação Espacial Internacional (ISS) e a nave desembarcou a Expedição 4 na estação para o período de habitação orbital, trazendo de volta os integrantes da Expedição 3. Nesta missão ela operou o braço robótico do compartimento de carga da Endeavour e realizou uma caminhada espacial para fazer alguns reparos em equipamentos científicos periféricos instalados na estrutura da estação.